# Talang (Jogorogo)
Talang is een bestuurslaag in het regentschap Ngawi van de provincie Oost-Java, Indonesië. Talang telt 989 inwoners (volkstelling 2010).